# Mińsk Mazowiecki
Mińsk Mazowiecki is een stad in het Poolse woiwodschap Mazovië, gelegen in de powiat Miński. De oppervlakte bedraagt 13,12 km², het inwonertal 36.998 (2005).
De Poolse luchtmacht heeft hier een basis waar onder meer MiG-29's gestationeerd zijn.